# Arrarats
Arrarats en basque ou Arrarás en espagnol est un village situé dans la commune de Basaburua dans la Communauté forale de Navarre, en Espagne. Il est doté du statut de concejo.
Arrarats est situé dans la zone linguistique bascophone de Navarre et le basque la langue principale.

## Géographie
Le village se situe au bout de la NA-4300, dans une impasse. Au sud coule le ruisseau Otsolako erreka (rivière de Otsola). 
Au nord si situe le massif de Begaña qui tire son nom du sommet le plus haut Begaña (1 104 m).

## Climat
Le climat d'Arrarats est principalement océano-atlantique ; les précipitations sont abondantes tout au long de l'année, la plupart en hiver et en automne. Les jours de pluie, en revanche, sont d'environ 180 jours par an. La température annuelle moyenne se situe entre 8ºC et -12°C, et les précipitations se situent entre 1 400 et 2 000 mm. 

## Végétation
La végétation du climat atlantique est prédominante. Là, les hêtres sont les arbres les plus abondants (couvrant une superficie de plus de 4 000 hectares). Les hêtres poussent principalement dans les montagnes du nord et du sud, mais sont également proches du centre-ville. Des chênes poussent sur toute la commune (765 hectares), et des pins mélèzes replantés couvrent 180 hectares.

## Histoire
En 1802, la forge d'Aizarotz inclus le village dans son mandat. Les montagnes fournissent du charbon à la forge voisine et des rames à la Marine. Comme aux dates ultérieures, en 1850, la plupart des terres étaient occupées par des pâturages et des forêts (chênes et hêtres). 
Au début du XXe siècle, certaines fonderies étaient encore en activité et par conséquent le charbonnage.

## Langues
En 2011, 67.2% de la population de Basaburua ayant 16 ans et plus avait le basque comme langue maternelle. La population totale située dans la zone bascophone en 2018, comprenant 64 municipalités dont Basaburua, était bilingue à 60.8%, à cela s'ajoute 10.7% de bilingues réceptifs.

## Patrimoine

### Patrimoine religieux
- L'église de San Pedro (Église de Saint-Pierre)[3].